# Parafia Matki Bożej Królowej Polski w Wąbrzeźnie
Parafia Matki Bożej Królowej Polski w Wąbrzeźnie – parafia rzymskokatolicka w diecezji toruńskiej, w dekanacie Wąbrzeźno, z siedzibą w Wąbrzeźnie. Erygowana 10 maja 1987 przy kościele poewangelickim. Mieści się przy placu Jana Pawła II.

## Historia
- 10 maja 1987 – powołanie parafii przy kościele poewangelickim w Wąbrzeźnie
- Poewangelicki kościół parafialny został wybudowany w stylu neoromańskim w latach 1835–1836.

## Zasięg parafii
- Do parafii należą wierni z miejscowości: Frydrychowo, Myśliwiec, Wałycz, Wałczyk.
- Ulice w Wąbrzeźnie: 1 maja, Akacjowa, Bernarda, Bukowa (nry 2-4, 6-8), Gen. Hallera (nry 4, 15a, 17, 19, 21, 23), Grabowa, Jasna, Jesionowa, Kętrzyńskiego, Kopernika, Królowej Jadwigi, Legionistów (nry 4, 12), Matejki, Mestwina, Mickiewicza (nry 1-9), Niedziałkowskiego, Osiedle Robotnicze, Partyzanta, Plac Jana Pawła II (nry 1-9), Polna, Poniatowskiego, Pruszyńskiego, Rataja, Reymonta, Sienkiewicza, Staszica, Świerkowa, Szlachcikowska, Topolowa, Toruńska (nry 1, 3), Witalisa, Wolności (nry 1-21), Żeromskiego.

## Grupy parafialne
Schola „Promyk Jutrzenki”, Żywy Różaniec, Rycerstwo Niepokalanej, Chór św. Cecylii, Parafialny Zespół Muzyczny.